# Cesare Lombroso
Cesare Lombroso [ˈtʃeːzare lomˈbroːzo] (Verona, 6 de novembro de 1835 – Turim, 19 de outubro de 1909) foi um psiquiatra, cirurgião, higienista, criminologista, antropólogo e cientista vêneto.

## Biografia

### Vida e obra
Lombroso nasceu em uma abastada família judaica em 6 de novembro de 1835, filho de Aronne Lombroso, mercador de Verona, e Zeffora Levia, de Chieri, cidade próxima a Turim.
Iniciou seus estudos em medicina em 1852 na Universidade de Pavia, estudando também em Pádua e Viena. Durante seus estudos, se inclinou aos pensamentos do positivismo francês e italiano, do materialismo alemão e do evolucionismo inglês, direcionando-o para direção divergente das doutrinas filosóficas então prevalecentes, em especial à ainda dominante teoria clássica do crime desenvolvida por Cesare Beccaria cem anos antes de sua época.
Recebe seu diploma de médico em 1858, aos 23 anos, pela Universidade de Pavia e entre 1859 e 1865 foi médico voluntário no recém-formado exército nacional. Sua carreira percorreu inúmeros hospitais e vinculação a universidades. Entre 1863 e 1872, foi responsável pelo bem-estar dos pacientes mentais dos hospitais de Pavia, Pesaro e Reggio Emilia. Em 1876 manteve posto nas cátedras de medicina legal e higiene pública da Universidade de Turim, onde posteriormente se tornaria professor de psiquiatria em 1896 e de antropologia em 1906. Sua experiência psiquiátrica foi muito influente em sua associação da demência com a delinquência.

### Contribuição teórica
Lombroso é creditado como sendo o criador da antropologia criminal e suas ideias inovadoras deram nascimento à Escola Positiva de Direito Penal, mais precisamente a que se refere ao positivismo evolucionista, que baseava sua interpretação em fatos e investigações científicas.
Em 1880 funda juntamente com Enrico Ferri e Raffaele Garofalo o jornal “Archivio I Psichiatria, antropologia criminale e scienza penale” que se tornou o grande porta-voz do movimento positivista penal. Desenvolveu a teoria de que o criminoso é vítima principalmente de influências atávicas, isso é, uma regressão hereditária a estágios mais primitivos da evolução, justificando sua tese com base nos estudos científicos de Charles Darwin. Uma de suas conclusões é possibilitar a equivalência do criminoso a um doente que não pode responder por seus atos por lhe faltarem forças para lutar contra os ímpetos naturais.
De fato, para ele o crime é uma circunstância natural por ser de caráter primariamente hereditário, porém inaceitável socialmente e acabou por se mostrar favorável à pena de morte e prisão perpétua como verificado em “As mais recentes descobertas e aplicações da psiquiatria e antropologia criminal” de 1893.
Seus principais sucessores foram Raffaelle Garofalo (cujos estudos colaboraram na formação da Psicologia Criminal), Enrico Ferri e principalmente Gina e Paola, filhas de Lombroso que juntas formaram grandes expoentes da Escola Positiva de Direito Penal.

### Morte
Cesare Lombroso morreu em 19 de outubro de 1909 em Turim, deixando inúmeros legados científicos para os estudos das Ciências antropológicas, criminológicas, psicológicas, médicas e espirituais. Foi sepultado no Cimitero Monumentale di Torino, Piemonte na Itália.

## Lombroso e a Escola Positivista

### Contexto histórico
A Escola Positiva se insere em meados do século XIX. As ideias liberais, juntamente com a Revolução Industrial, consolidaram a nova ordem social: o capitalismo burguês. Os Estados da Europa se encontravam em um forte ímpeto de expansionismo, na busca de novos recursos para um crescimento econômico. Nesse passo, a concentração de riqueza monopolizava-se pelas grandes corporações, geralmente localizadas em Estados preponderantes à época, como Inglaterra e França. A desigualdade social se intensificou, pois enquanto a minoria fazia fortunas, a maioria da população se encontrava na pobreza, haja vista a abundante mão de obra em detrimento a pequenos salários.
Diante desse panorama, a Itália se viu prejudicada devido à sua unificação tardia e conflituosa. O que antes eram problemas dispersos em pequenos territórios, depois da constituição do Estado Italiano, se centralizou em um único governo. Com o industrialismo pouco desenvolvido quando comparado ao restante da Europa, os problemas sociais se agravaram, fazendo com que os índices de criminalidade subissem de forma alarmante.
Nesse momento, em paralelo à crise socioeconômica europeia, os estudos científicos ganharam notória relevância, dada a obra “A Origem das Espécies”, de Charles Darwin, que introduziu a Teoria Evolucionista, a seleção natural e a influência de características hereditárias sobre os seres vivos. Os demais ramos da ciência seguiram os passos do cientificismo, aplicando o método empírico em seus estudos. No âmbito do Direito Penal, não foi diferente diante da efervescência de pesquisas empíricas. Nesse passo, a Escola Positiva Penal representa a adoção dos métodos científicos desenvolvidos em outras áreas.

### Contraposição àEscola Clássica do Direito Penal
Embora ambas as escolas (Clássica e Positiva) tenham a criminalidade como foco de estudo, suas considerações e conclusões são divergentes.
A Escola Clássica do Direito Penal se insere dentro do Iluminismo, tendo como seu principal ícone Cesare Beccaria. Dentre as características desta linha de pensamento, estão: 1) a ideia de que o crime é um ente jurídico — infração — e não ação; 2) o pressuposto de normas transcendentais do Direito, emanadas de uma lei natural e 3) a ideia de livre-arbítrio como justificativa da punibilidade dos infratores.
Assim, para a Escola Clássica, o direito de punir está baseado na escolha que o indivíduo fez ao cometer o delito e tal punição tem caráter retributivo, ou seja, a sanção se configura como castigo.
Já para a Escola Positiva, o cerne do estudo está no sujeito como delinquente. E nesse ponto consiste a uma crítica desta última escola frente à primeira: o foco no sujeito aproxima os estudos à realidade e aos resultados práticos; dar ênfase apenas ao delito seria uma forma de estudar a criminalidade abstratamente, sem conclusões reais. Já a segunda crítica se perfaz no caráter apenas retributivo da pena dentro da Escola Clássica, enquanto a Positiva teria a prevenção como objetivo principal do estudo.
Embora críticas sejam feitas, a Escola Clássica teve importância significativa, popularizando a Ciência Penal e trazendo a noção de proporção entre delito e pena. Válido ressaltar, portanto, que ambas as escolas trouxeram consequências importantes ao estudo do Direito Penal e devem ser analisadas à luz de seu contexto histórico, não prevalecendo nenhuma sobre a outra.

### Características da Escola Positiva Penal
Ao passo que a ciência jurídica se fazia carente em estudos empíricos devido ao seu caráter circunstancial, o homem como objeto de pesquisa possibilitava a pesquisa experimental. Influenciada por doutrinas evolucionistas, materialistas e sociológicas e inserida dentro da pesquisa científica, a Escola Positiva, como descrita anteriormente, tem a observação e a investigação como ferramentas principais para seu desenvolvimento empírico. O objeto de estudo era o homem e seu comportamento; a motivação de sua delinquência, e não mais o delito em si ou a sociedade / Estado punidor. Cezar Roberto Bitencourt em sua obra “Tratado de Direito Penal I”, arrematando esta ideia, sintetiza: “Ao abstrato individualismo da Escola Clássica, a Escola Positiva opôs a necessidade de defender mais enfaticamente o corpo social contra a ação do delinquente, priorizando os interesses sociais em relação aos individuais. […] O Fundamento do direito de punir assume uma posição secundária, e o problema da responsabilidade perde importância, sendo indiferente a liberdade de ação e de decisão no cometimento do fato punível. Admitindo o delito e o delinquente como patologias sociais, dispensava a necessidade de a responsabilidade penal fundar-se em conceitos morais. A pena perde seu tradicional caráter vindicativo-retributivo, reduzindo-se a um provimento utilitarista; seus fundamentos não são a natureza e a gravidade do crime, mas a personalidade do réu, sua capacidade de adaptação e especialmente sua perigosidade”.(2013, p. 103)
A pena se configuraria um instrumento de defesa da sociedade frente aos criminosos e uma forma de recuperação destes. O homem delinquente não mais seria livre, vez que estão submetidos à força irresistível de sua mente. Lombroso, em sua obra “O Homem Delinquente”, cita: “Nas pessoas sãs, é livre a vontade, como diz a metafísica, mas os atos são determinados por motivos que contrastam como bem-estar social. Quando surgem, são mais ou menos freados por outros motivos, como o prazer do horror, o temor da sanção, da infâmia, da Igreja, ou da hereditariedade, ou de prudentes hábitos impostos por uma ginástica mental continuada, motivo que não valem mais nos dementes morais ou nos delinquentes natos, que logo caem na reincidência”.
As principais contribuições da escola positiva, portanto, são: “a) a descoberta de novos fatos e a realização de experiências, ampliando o conteúdo do Direito; b) o nascimento de uma nova ciência casual-explicativa: a criminologia; c) a preocupação com o delinquente e com a vítima; d) uma melhor individualização das penas (legal, judicial e executiva); e) o conceito de periculosidade; f) o desenvolvimento de institutos, como a medida de segurança, a suspensão condicional da pena, o livramento condicional e o tratamento tutelar ou assistencial do menor”.
A Escola Positiva, para fins didáticos, é dividida em três etapas: a antropológica, de Cesare Lombroso; a sociológica, de Enrico Ferri e a jurídica, de Raffaele Garofalo.
A primeira enfatiza a figura do delinquente e suas qualidades naturais, estabelecendo nexos entre as características em comum dos indivíduos e de que maneira isso. Já a segunda analisa como o ambiente também influencia no comportamento dos criminosos. A terceira, por fim, desenvolve de que modo tais características refletem na periculosidade do indivíduo, possibilitando que o Direito seja uma ferramenta de prevenção de crimes e de defesa da sociedade.

## Contribuição científica de Lombroso
Lombroso no anseio de buscar as motivações das práticas criminosas, concentrou-se no estudo da essência do criminoso, desenvolvendo uma extensa pesquisa empírica de traços físicos e mentais com indivíduos encarcerados, doentes mentais e soldados, denominada Antropologia Criminal. Considerando tais elementos, a pesquisa de Lombroso estabeleceu esses traços em “estigmas” passíveis de determinação de um potencial delitivo. Neste sentido, despida de qualquer tipo de livre arbítrio, a prática criminosa estaria sujeita apenas às características patológicas do indivíduo.
Sua obra teve direta influência da Frenologia, estudo realizado por Franz Joseph Gall no século XIX, o qual pretendia determinar a personalidade individual a partir de análises craniana. Apesar da falta de credibilidade dada a tal teoria, Lombroso a adotou no desenvolvimento de sua obra.
O autor restringiu sua pesquisa à caracterização e dedução de tendências criminosas conforme a figura do delinquente, focando a análise empírica de diferentes fatores: composição física (como fisionomia, sensibilidade, agilidade, sexualidade, peso e idade), anomalias cranianas, composição biológica (como hereditariedade, reação etílica) e psicológica (como senso moral, inteligência, vaidade, preguiça e astúcia).
Os conceitos de Lombroso, fundamentados na pesquisa das características do indivíduo delituoso, a denominada “Antropologia Criminal”, acabou por definir o “Delinquente Nato”, o agente criminoso símbolo do trabalho lombrosiano. Tendo como principal fonte conceitual o livro “O Homem Delinquente”, o dito “Delinquente Nato” teria como origem comportamental o atavismo, levando-se em conta a teoria evolucionista de Charles Darwin, pela qual o sujeito atávico é aquele menos desenvolvido na escala evolutiva, sendo ele ainda submetido ao estado selvagem. Neste contexto, era objeto de atenção de Lombroso na determinação do criminoso nato, por exemplo, a tatuagem, sendo ela um indício de sua insensibilidade e selvageria, fatores intrínsecos ao atavismo. Assim, o desenho, a região do corpo, o número de tatuagens presente no indivíduo podem revelar muito de sua vida e personalidade, levando-nos a traçar o seu potencial delitivo.
Para a complementação de sua pesquisa, no ímpeto de traçar a essência do Delinquente nato, o autor também estudou outras características físicas e psíquicas do criminoso, relacionando-as e complementando-as. Conforme foi se aprofundando nos seus estudos, Lombroso gradativamente ampliou sua teoria de modo a fundamentar a potencialidade delitiva de forma complexa e variável. Neste sentido Cezar Roberto Bitencourt, em seu livro “Tratado de Direito, Penal Parte Geral”, 2013, p. 104: “Ao longo dos seus estudos foi modificando sucessivamente a sua teoria (atavismo, epilepsia, loucura moral). Em seus últimos estudos, Lombroso reconhecia que o crime pode ser consequência de múltiplas causas, que podem ser convergentes ou independentes. Todas essas causas como ocorre com qualquer fenômeno humano, devem ser consideradas, e não atribuir causa única. Essa evolução no seu pensamento permitiu-lhe ampliar sua tipologia de delinquentes: a) nato; b) por paixão; c)louco; d)de ocasião; e)epilético”. 
A loucura moral, por exemplo, considerando os estudos de Lombroso, seriam uma espécie de atrofia do senso moral a qual impele o sujeito a práticas criminosas. Na epilepsia, por sua vez, muito tratada no livro "Os Anarquistas", o autor encontra nas crises epiléticas um dos fundamentos para caracterizar o criminoso.
Diante das definições médico-científicas dada por Lombroso, dizia ele ser mais adequado encaminhar os delinquentes para médicos ao invés de manda-los a juízes, pois aqueles poderiam determinar a real potencialidade delitiva do indivíduo através da complexa relação das características físicas e mentais cientificamente definidas.
Com a finalidade de trazer o estudo da realidade e da essência da delinquência para medidas de manutenção da ordem social, depreende-se da opinião de Lombroso, apesar de seus esforços para evitar polêmicas e de sua promessa de cura da criminalidade, possíveis medidas práticas para a prevenção da delinquência, como a educação das crianças cujo potencial delitivo não se manifestou por inteiro, ou ainda, o isolamento perpétuo dos indivíduos com potencial de características criminosas, conforme seus conceitos e estudos, da convivência com a sociedade ou a própria morte. Neste sentido, Lombroso, em um opúsculo de 1893 denominado “As mais recentes descobertas e aplicações de psiquiatria e antropologia criminal” (Introdução do livro “O homem Delinquente”, Ícone Editora, 2ª reimpressão, 2013), diz: “Na realidade, para os delinquentes-natos adultos não há muitos remédios; é necessário isolá-los para sempre, nos casos incorrigíveis, e suprimi-los quando a incorrigibilidade os torna demasiado perigosos”.

### Criminologia
Lombroso ansiou detectar as causas da criminalidade, e o fez através de pesquisas científico-empíricas das características físicas, fisiológicas e psicológicas do indivíduo criminoso. Nasceu, a partir daí, o que chamamos hoje de Criminologia, uma ciência autônoma que se propõe a estudar o crime e as suas motivações a partir do indivíduo.

## Criminologia no Direito Penal brasileiro
As ideias do Direito Penal Positivo de Lombroso tiveram certa influência na Era Vargas para a criação da legislação penal brasileira.

### O pensamento lombrosiano na Criminologia e no Direito Penal brasileiro
As ideias positivas Lombrosianas se difundiram mundialmente. No Brasil, a repercussão não foi diferente. Dentre os estudiosos que se dedicaram à pesquisa do Positivismo Penal, destacam-se: Braz Florentino, Tomaz Alves, Joaquim Augusto Camargo, Lima Drummond, Vieira de Araújo, Pedro Lessa.
Tais estudos lombrosianos influenciaram nos mais diversos níveis os teóricos brasileiros. Havia aqueles que seguiam suas ideias com afinco, e outros que mantinham certa cautela quanto às concepções lombrosianas.
Dentre os estudos desenvolvidos pelos brasileiros, a partir do trabalho de Lombroso, destaca-se um episódio de Raimundo Nina Rodrigues. Este estudioso, logo após a Guerra de Canudos, solicitou a cabeça de Antônio Conselheiro, a fim de analisar seu crânio e procurar indícios de atavismo, embora sem êxito. Esse mesmo autor também realizou demais estudos, alguns até com conteúdo racista, como a conclusão de que negros e “mulatos” possuíam capacidade mental incompleta, e, diante disso, eles deveriam se submeter a outras normas.
Pedro Lessa também foi responsável pela propagação das ideias de Lombroso, apesar das constantes ressalvas quanto à falta de comprovação e inconvenientes excessos.

### O Código Penal de 1940
O Código Penal Brasileiro de 1940 foi elaborado em meio a uma crise econômico-político-social, na qual o índice de criminalidade aumentava e a repressão do Estado Novo de Vargas tomava enormes proporções. Dessa forma, um novo ordenamento penal se fazia necessário frente ao cenário brasileiro. A teoria positivista lombrosiana influenciou em muito na estrutura do Código, na quantidade da pena e na caracterização do criminoso. É impossível ignorar que o Código era carregado de preconceito e segregação, não quebrando com os costumes brasileiros anteriores de diferenciação clara da população conforme condições econômicas e sociais. Assim, os indivíduos indesejáveis — os de classe inferior — eram tidos como alienados. Vale ressaltar também que, levadas às últimas consequências, as penas dos crimes corriqueiros contra o patrimônio privado e público atingem de forma mais severa quando comparadas às sanções de crimes maiores, como corrupção e sonegação de altos impostos, embora ambos versem sobre o mesmo bem jurídico.
A teoria Lombrosiana, no CP/1940, é muito notória no que tange à qualificação da personalidade do delinquente, à periculosidade e às medidas de segurança que mais funcionam como pena indeterminada.

#### Personalidade do delinquente e seu grau de periculosidade
É fato que deve-se analisar a personalidade do indivíduo delinquente, a fim de entender os motivos que o levaram a cometer o crime e possibilitar uma alteração na sociedade para a diminuição da criminalidade. Entretanto, a observância do indivíduo apenas serviu para manter o status quo.
A personalidade do agente era vista de uma perspectiva determinista e serve como influência direta na dosimetria da pena, influenciando em qual tipo de regime estará sujeito o criminoso. Atualmente, o Código Penal prevê no artigo 59: “Art. 59 — O juiz, atendendo à culpabilidade, aos antecedentes, à conduta social, à personalidade do agente, aos motivos, às circunstâncias e consequências do crime, bem como ao comportamento da vítima, estabelecerá, conforme seja necessário e suficiente para reprovação e prevenção do crime”. Portanto, cabe ao juiz analisar a personalidade do agente e como isso influi para quantidade de pena que cabe a ele.
O grau de periculosidade é outro ponto enraizado nas normas penais brasileiras. A periculosidade posterior (aludindo ao instituto da reincidência), por exemplo, aponta para aquilo que Lombroso chamava de possibilidade do indivíduo voltar a delinquir (potencial delitivo). A lei 12.654, sancionada em 2012, por exemplo, prevê coleta e mapeamento do perfil genético dos indivíduos presos no cárcere brasileiro. Já a periculosidade anterior, trabalhada por Lombroso, é observada nos crimes tentados por exemplo, pois embora o crime não tenha se consumado, a execução foi iniciada, mas interrompida por circunstâncias alheias à sua vontade. E assim, pune-se pela probabilidade de ela voltar a se repetir.

#### Medidas de segurança
Este instituto consolida dois fatores muito discutidos na obra de Lombroso: a periculosidade — já trabalhada no item anterior, mas que também motiva a medida de segurança — e a indeterminação da pena.
A Medida de segurança é o tratamento aplicado àqueles indivíduos inimputáveis que cometem um delito penal.. Assim, os indivíduos cometem o delito, mas ao tempo da ação ou da omissão, eram inteiramente incapaz de entender o caráter ilícito do fato, devido à doença mental ou ao desenvolvimento mental incompleto.
Esses indivíduos, embora isentos de pena comum, podem se sujeitar às medidas de segurança, sendo estas a internação em hospital de custódia, tratamento psiquiátrico e sujeição ao tratamento ambulatorial.
A indeterminação da pena é vista como consequência inevitável, pois perdura enquanto a notificação de cessação dos efeitos psíquicos (solicitada pelo próprio paciente ou constatada pelo médico responsável) não for admitida. Esse fato aponta para a perpetuidade dos manicômios jurídicos, visto que o interno geralmente perde laços familiares e sociais, ficando privado de qualquer perspectiva de vida e sendo sujeito ao cotidiano dos hospitais de custódia por tempo indeterminado. Tal recorte das medidas de segurança remete à sugestão de Lombroso de afastamento infindo do delinquente da convivência com a sociedade.
Com o avanço dos estudos da Ciência Penal, algumas ideias lombrosianas caíram por terra. Entretanto, é inegável que as teses de Lombroso perduraram por gerações, em razão de serem inerentes à constituição do Código Penal de 1940, vigente até os dias de hoje.

## Obras
- 1874 — Gênio e Loucura
- 1876 — O Homem Delinquente
- 1890 — O Crime Político e as Revoluções[14]
- 1891 — O Delito
- 1891 — O Antissemitismo e as ciências modernas
- 1893 — A Mulher Delinquente, a Prostituta e a Mulher Normal
- 1893 — As mais recentes descobertas e aplicações da psiquiatria e antropologia criminal
- 1894 — Os anarquistas
- 1894 — O crime, causas e remédios[9]

### O homem delinquente
Lombroso em sua análise da aplicação dos estudos zoológicos na ciência penal conclui que as mesmas relações de hierarquia, dominação e busca por liderança observadas, bem como os sentimentos de rivalidade, ambição, cobiça, exclusão e disputa por fêmeas são razões para agressões e mesmo morte nos integrantes inferiores do reino animal, tal qual para o homem delinquente. Percebe que os atos reputados mais criminosos pelos homens em sociedade são aqueles mais naturais.
Adepto da escola positivista da psicologia criminal, procura estabelecer características anatômicas, bem como manifestações de traços psicológicos comuns e predominantes, ao homem delinquente.
Na visão de Lombroso — baseada em Moreau, Perez e Bain — os germens do delinquente são notáveis logo nos primeiros anos de um ser humano. Para comprovar seu estudo, ele exemplifica 13 características de crianças que podem contribuir para desenvolver um delinquente: cólera, vingança, ciúmes, mentiras, senso moral, afeto, crueldade, preguiça e ócio, gíria, vaidade, alcoolismo e jogo, tendências obscenas e imitação.
A falta de freio desses hábitos refletem a má educação dada pelos pais, possibilitando então a delinquência nestas crianças, embora — segundo Lombroso — nem mesmo a boa educação salve as crianças pré-dispostas a esse mal.
Sobre as penas, Lombroso considera que o conceito de pena é consequência do delito. Sem delito, então, não há sanção.
A respeito do suicídio, o autor aponta que a insensibilidade dos delinquentes leva a uma maior frequência na prática desse ato. Deve-se adicionar o fato da imprevidência e impaciência que os domina. Para eles, diz Lombroso, é preferível suportar um mal gravíssimo e rápido a um mal leve por muito tempo. Eles acham menos dura a morte, do que ver insatisfeitas as próprias paixões momentâneas. Em diversos deles, principalmente em casos de alcoólatras, o suicídio ocorre quase que automaticamente, quase sem causa, por um capricho.
Nem todos os sentidos foram extirpados dos criminosos. Para suportar sua tese, Lombroso cita diversos casos estudados por ele que demonstram afetividade dos criminosos para com indivíduos, seja da família ou conhecidos deles. Porém, não é raro que tais sentimentos tomem um traço doentio, excessivo e instável. Os delinquentes também são extremamente vaidosos, mais do que artistas, literatos e das mulheres galantes. Satisfazer a própria vaidade e brilhar do mundo é o que se chama figurar; é a causa mais comum dos modernos delitos.
Lombroso não deixa de falar sobre a inteligência e a instrução dos delinquentes, e a medida pela qual elas influenciam em cada tipo de criminoso. Ele defende que, apesar de haver delinquentes geniais, a média intelectual deles é inferior ao normal ou, pelo menos, há uma parte defeituosa em sua inteligência. Entre as características típicas, ele menciona a preguiça, a inconstância moral e a imprevidência.
Sobre a reincidência, o autor parte da premissa de que não há sistema carcerário que salve os reincidentes, mas, pelo contrário, elas são as causas principais deles.
Lombroso pontua a equivalência que comumente se aplicava aos dementes morais e os delinquentes-dementes. Assim, por diversos motivos — tal qual o medo do perigo social e a temibilidade- considerava-se, no princípio, a diferenciação entre demência e crime. Porém, estudos da época, de autores como Krafft-Ebbing, Hollander, Savage, Mendel e do próprio Lombroso, a respeito das características da demência moral, descobertos na própria demência-nata, mudaram a opinião do autor.
Primeiramente passou-se a aceitar a identidade da demência moral com a criminalidade, como prova indireta de tal fato tem-se a presença em maior número de dementes morais em cárceres do que em manicômios. Enfim, após uma pesquisa rebuscada das características dos dementes morais, pode-se observar uma reprodução de tais características na conceituação do próprio delinquente.
Dentre as características estudadas na demência moral, tem-se: peso, crânio, fisionomia, insensibilidade à dor, tato, tatuagem, reação etílica, agilidade, sexualidade, senso moral, afetividade, altruísmo, vaidade excessiva, inteligência, astúcia, preguiça, premeditação, espírito de associação, vaidade do delito, simulação, sintomatologia da demência moral e hereditariedade.
Por fim, Lombroso quis provar a diferença existente entre os delinquentes-dementes e os dementes morais e a aproximação destes últimos aos próprios delinquentes e delinquentes natos. Assim, pretendeu-se provar a ligação entre o demente moral e o crime através de suas características físicas e psíquicas.

### Os anarquistas
A obra, datada do final do século XIX, consiste em breves ensaios nos quais Lombroso busca primeiramente entender as causas do anarquismo, características dos anarquistas — e quais dessas características os tornam próximos aos criminosos — e os fins buscados pelos anarquistas, dentre os quais são listados: a fundação de um domínio de classe; fundação de uma sociedade livremente constituída e baseada na comunhão de bens; organização perfeita da produção; livre troca de produtos equivalentes; organização da educação por bases científicas, não religiosas e sem distinção sexual; além de utilização de tratados para relação de todos os assuntos públicos. O próprio autor, todavia, enxerga que a maioria desses objetivos são impossíveis de serem atingidos de maneira completa. Também, ao fim da obra, há sugestões de medidas de cura da anarquia.
Iniciam-se comparações entre anarquistas e criminosos, levando em consideração suas características subjetivas e fisionômicas, como já abordado, a título de exemplo, na obra “O Homem Delinquente”, bem como a prática de delitos políticos. Das características mencionadas, há por exemplo a utilização de gírias entre anarquistas — comumente as mesmas utilizadas por delinquentes; tatuagens, falta de sentido ético e lirismo, exemplificado nas músicas com tom pejorativo; prazer de praticar o mal. Ravachol, codinome de François Claudius Koënigstein, é um anarquista tido como criminoso nato na análise lombrosiana, porque possui diversas dessas características subjetivas, bem como físicas: mandíbula inferior enorme e rosto irregular.
Outra questão abordada por Lombroso diz respeito à relação entre criminalidade e política, já que o autor demonstra que há grande aumento na criminalidade no momento em que se principiam revoluções e levantes. Tratando como exemplo as revoluções ocorridas no final da década de 1840, a Comuna de Paris e a Revolução Francesa, ele considerou que a paixão política frequentemente gera uma aproximação para o crime. Posteriormente, o autor faz relações entre a criminalidade congênita e a denominada “epilepsia política” ou histeria, que é tida como comum nos réus políticos: ela se identifica com o momento de insight — também entendido como da própria descrição das ideias chamadas revolucionárias.
Prosseguindo a análise de características, menciona-se a loucura política, que está relacionada à indignação pelas condições políticas e religiosas do período, e o suicídio indireto, trazendo a figura do réu político por paixão, que atenta contra a vida de outrem por uma ânsia suicida e de desvalorização a si próprio, muitas vezes para ser condenado à morte, como nos casos de Mandsley e Oliva y Moncusi. Os anarquistas, inclusive, são vistos como portadores de uma neurose, sendo criminosos políticos perpétuos, “que encontram no motim o meio de desafogar suas paixões e ser aclamado, por uma vez, pelo grande público”.
Surge então uma análise específica dos “presos por paixão”, sendo Hamlet de Shakespeare o exemplo máximo dessa modalidade criminosa. Nesses crimes, há uma grande influência do fanatismo econômico e social, unido a uma paixão e consecução criminosa. Configuram-se a antítese do criminoso nato, pois são revolucionários dotados de simpatia e de cuidado com a sua aparência, como os niilistas e revolucionários franceses, bem como o já mencionado Hamlet. Entretanto, a predominância desse tipo de crime se concentra no sexo feminino, não havendo presença de cúmplices, sendo os indivíduos praticantes do crime extremamente honrados, com moralidade e virtude acentuadas. A despeito dessas características, a figura do exagero é uma marca constante: seja pela dor alheia (hiperestesia), ou pela natureza epiléptica política.
Ligado diretamente à modalidade dos crimes de paixão, o altruísmo é analisado por Lombroso, que se surpreende com o fato de que anarquistas são dotados de extremo altruísmo, algo não verificável inclusive nos homens normais não-criminosos. Entretanto, aqui há uma zona de divergência em relação aos criminosos natos, bem como loucos, que são extremamente egoístas. De todo modo, a análise proposta por Lombroso se firma em discursos anarquistas, comumente proferidos nos julgamentos em júri, surgindo com grande fanatismo e entusiasmo. No ensaio, há transcrições de Ravachol e Henry. Ambos são dotados de grande senso ético, sendo que Ravachol entende que os seus atos são uma consequência ipso facto da sociedade em que vive: “em uma sociedade que se dão semelhantes feitos, não devem ser surpresa atos esses que me são imputados, consequência lógica da luta pela existência latente entre todos os homens”. E completa: “Me tornei contrabandista, falsificador de dinheiro, ladrão e assassino. Poderia ter sido pedinte, mas isso é uma atividade vil e degradante, e está castigada pelas nossas leis, que fazem da miséria um delito”. Nesse sentido, o criminoso entende que o “gérmen do delito” é a miséria, que deve ser combatida. No outro discurso, Henry faz uma crítica às instituições sociais de seu tempo, as quais considera “mentiras”: “o deputado, o ministro, cujas mãos estão sempre abertas para receber suborno, eram os encarregados de prezar pelo bem público. […] Tudo isso sublevou meu espírito e me fez criticar a organização social”.
Finalmente, o autor busca identificar a profilaxia do anarquismo, entendido finalmente como uma neurose. Apesar de defender medidas enérgicas, é contra a perseguição realizada na França e Espanha, muitas vezes aplicando-se a pena capital para anarquistas. Como eles são geralmente loucos, devem ser levados aos manicômios. Como criminosos, o altruísmo deve ser levado em consideração, bem como a pouca idade: Langs, citado como exemplo, possuía 20 anos de idade, momento em que a audácia atravessa o zênite, para enfraquecer-se depois. Além desses fatores, condenar à morte um anarquista apenas irá transformá-lo em um mártir, citando-se como exemplo da Rússia, onde não diminuíram os atentados — na realidade, aumentaram, mesmo com leis severas, como por exemplo, o envio de anarquistas à Sibéria.
Para acabar com o anarquismo, na noção de Lombroso, a luta “deve ser mais elevada, rica, poderosa e instruída, dando exemplo de racionalidade, calma e sangue frio, sem recorrer cegamente ao perigo, ao terror e à guilhotina, que criam mártires e estimulam o partido cujo espírito de luta e resistência se quer destruir”. Portanto, além do envio de anarquistas a manicômios, o autor também sugere a proibição de divulgação dos processos anarquistas em periódicos, a demonstração popular de que essas ideias anarquistas são falsas, dentre várias outras medidas, embora todas essas fossem paliativas. Para mudanças mais radicais, seguindo a linha de Ravachol, o autor entende que devem ser cortadas as raízes do empobrecimento geral, com mudanças na área econômica, evitando-se a concentração excessiva de propriedade, “para que, os que possuem talento e condições para o trabalho, possam determinar a sua vida”. Dentre outras medidas polêmicas, o autor inclusive chega a sugerir imposto sobre grandes riquezas e expropriação forçada de propriedades rurais.
Em 1891, um artigo intitulado “Uma resposta de um anarquista convicto ao professor Lombroso”, de Michael Schwab foi publicado na obra “The Monist”, vol. 1, apontando possíveis erros na análise lombrosiana, embora o artigo tenha um caráter respeitoso. Lombroso também foi criticado por sua análise ter sido considerada estritamente política, gerando repercussões dentre grupos anarquistas existentes até os dias de hoje.

## Opiniões divergentes da obra lombrosiana
Apesar da grande repercussão de Lombroso na criminologia mundial, sua obra não é despida de críticas e controvérsias, as quais se fizeram presentes desde a contemporaneidade do autor. Uma questão levantada é que, apesar da ausência de livre-arbítrio no sujeito do criminoso, o autor se omite quanto à responsabilidade do delinquente, levando-nos a concluir a sua complacência com a responsabilização do criminoso apesar de não ter feito uma escolha no ato delituoso. Além disso, muito da sua teoria perdeu credibilidade devido ao fato de não ter se comprovado a existência do criminoso nato, argumento muito utilizado por seus adversários. Outro ponto objeto de descrédito é a própria generalização de sua teoria, que no intuito de convalidá-la, acabou por ampliá-la demasiadamente, de modo que qualquer um poderia se caracterizar como um criminoso nato.
Em um artigo desenvolvido por Alfred Lindesmith e Yale Levin, no Chicago Journals, questionou-se a caracterização de Lombroso como um mito da criminologia científica na literatura americana. Ignoram-se quase que por completo, segundo o artigo, as produções e pesquisas criminológicas, compiladas de forma séria e ampla, anteriores a Lombroso.
São exemplos de estudos em meados do século XIX (anteriores às teorias de Lombroso) de ampla importância aqueles desenvolvidos por A. Quételet (1796-1874), cuja influência chegou a Europa como uma possibilidade de se estudar o crime sob o ponto de vista do fenômeno social. Outro autor de grande relevância neste contexto foi A. M. Guerry (1802-1866), que criou um “método cartográfico” para o estudo do crime e da “estatística moral”. Tal método, adotado por estudiosos diversos e até por Estados em suas estatísticas internas, consistia na comparação da incidência do crime entre diferentes períodos de tempo, distritos e legislações. Muitos assuntos voltados para a criminologia, abordados de forma a considerar as ciências sociológicas, foram objeto de ampla discussão, pesquisa e produção literária antes da teoria lombrosiana vir à tona. A delinquência na juventude, por exemplo, foi um assunto no qual se deu grande atenção e se admitiu a responsabilidade social na formação de jovens infratores, como se defendeu em movimentos para reforma de delinquentes juvenis na Europa. Ao crime profissional também foi dado muita importância, onde se destacou o trabalho de Avé-Lallemant, o qual considerava que tal espécie criminal compunha organicamente a estrutura social, sendo uma de suas instituições.
Entretanto, Lombroso, ao inserir na discussão da criminologia uma abordagem científica, com base no determinismo biológico, na anatomia do ser humano vinculada ao evolucionismo de Darwin, ele acaba por reduzir as causas do fenômeno delituoso à natureza do criminoso. Desta forma, ele rompe com a corrente sociológica atribuída a criminologia desenvolvida até então, ao desconsiderar qualquer vínculo entre a sociedade e o delinquente, ponto abordado posteriormente por Enrico Ferri.
Por fim o artigo defende que a ascensão das ideias de Lombroso se deu basicamente devido à sua relação com a recém- descoberta teoria Darwinista, a qual era fonte de muito prestígio e valor em uma sociedade extasiada pela evolução científica da época. Além disso, o caráter científico atribuía à criminologia lombrosiana uma “majestade” e sua sequência lógica de raciocínio acabava por passar a sensação de aproximação com a verdade.

## Espiritismo
Inicialmente, Lombroso ridicularizava pesquisas e textos sobre a mediunidade, considerando-os charlatanice e credulidade simplória, como em seu opúsculo Studi sull'ipnotismo (Turim, 1882). Entretanto, a convite do conde Ercole Chiaia para que estudasse melhor o assunto, em 1891 conheceu e participou de sessões com a médium italiana Eusápia Paladino, vindo a considerar como autênticas a produção dos fenômenos e manifestações espíritas, e iniciando as suas pesquisas; no mesmo ano registrou em uma carta: "Estou muito envergonhado e desgostoso por haver combatido com tanta persistência a possibilidade dos fatos chamados espiríticos; mas os fatos existem e eu deles me orgulho de ser escravo". Já em julho de 1888, publicava no jornal Fanfulla della Domenica (n° 29) um artigo intitulado L'inflenza della civilta e dell ocasione, em que assumia seu erros quanto ao que dissera acerca do espiritismo. Torna-se então um adepto e defensor do espiritismo na Itália de seu tempo. Suas principais pesquisas relacionadas ao assunto encontram-se publicadas na obra "Ricerche sui fenomeni ipnotici e spiritic" (Turim, 1909).